# 奧德拉德內 (德沃里奇納市鎮)
50°3′43″N 37°43′27″E / 50.06194°N 37.72417°E
奧德拉德內（烏克蘭語：Одрадне）是位於烏克蘭東部的村莊，由哈爾科夫州庫皮揚斯克區的德沃里奇纳市镇負責管轄。該村始建於1890年，面積0.05平方公里，海拔高度187米，2001年人口183，人口密度每平方公里3,388.9人。